# 西川賢 (政治学者)
西川 賢（にしかわ まさる、1975年 - ）は日本の政治学者、歴史学者。専門は政治学、アメリカ政治史。

## 略歴
1999年慶應義塾大学法学部政治学科卒業、2007年同大学院法学研究科博士課程修了、博士（法学）の学位取得。指導教授は久保文明、他に国分良成の指導も受けた。日本国際問題研究所研究員（2008-11年）を経て、2011年津田塾大学学芸学部国際関係学科准教授、同教授（2016-2024年）。この間九州大学大学院法学府客員准教授（2009-2010年）、一橋大学大学院社会学研究科地球社会研究専攻客員准教授（2010年）などを務めた。

## 著書

### 単著
- 『ニューディール期民主党の変容―政党組織・集票構造・利益誘導』（慶應義塾大学出版会、2008年）
- 『分極化するアメリカとその起源―共和党中道路線の盛衰』（千倉書房、2015年）
- 『ビル・クリントン――停滞するアメリカをいかに建て直したか』（中央公論新社〈中公新書〉、2016年）

### 共編著
- 山岸敬和・西川賢『ポスト・オバマのアメリカ』（大学教育出版、2016年）

## 論文
- 「アメリカ政治における集票運動と利益誘導―1932年民主党代議員選挙の分析から」『法学政治学論究（慶應義塾大学）』56号（2003年）
- 「アメリカの政党組織における集票機能とその変容―ニューディール期の失業救済事業をてがかりに」『法学政治学論究』62号（2004年）
- 「ニューディール期アメリカの第三政党運動―失業者党とペンシルヴェニア社会保障連盟を例に」『アメリカ研究』39号（2005年）
- 「アメリカにおける『政党マシーン支配』とその動揺―ペンシルヴェニア州を中心に、1912年～1936年」『法学政治学論究』67号（2005年）
- 「ニューディール期における民主党の組織的変化に関する一考察―労働無党派連盟と政党マシーンとの関連を手がかりに」『法学政治学論究』68号（2006年）
- 「フランクリン・ローズヴェルト政権における失業救済政策の形成過程―政権内部での政策をめぐる動向を中心に」『慶應義塾大学法学研究科大学院論文集』47号（2007年）
- "Realignment and Party Sorting in the 2008 US Presidential Election."『選挙研究』25巻1号（2009年）
- 「中間選挙における二大政党の選挙戦術」『海外事情（拓殖大学）』58巻12号（2010年）
- 「政治インフラとしてのコミュニティ・オーガニゼーション―ACORNを事例として」久保文明編『アメリカ政治を支えるもの―政治的インフラストラクチャーの研究』（日本国際問題研究所、2010年）
- 「現代アメリカの政党システム」岩崎正洋編『政党システムの理論と実際』（おうふう、 2011年）
- 「共和党穏健派の思想と動向―1952年の予備選挙を中心として」『法学研究（慶應義塾大学）』84巻7号（2011年）
- "Falling in Love with Japan: Emma Guffey Miller in Japan, 1901-1906." 『津田塾大学紀要』44巻（2012年）
- 「政治的保守主義の概念化と説明理論の提示―米国共和党の保守化を手がかりに」『選挙研究』28巻1号(2012年）

## 翻訳
- G・ジョン・アイケンベリー『リベラルな秩序か帝国か（上・下）』（細谷雄一監訳、勁草書房、2012年）
- トーマス・ポグントケ、ポール・ウェブ『民主政治はなぜ「大統領制化」するのか―現代民主主義国家の比較研究』（岩崎正洋監訳、ミネルヴァ書房、2014年）
- ゲイリー・ガーツ、ジェイムズ・マホニー『社会科学のパラダイム論争―二つの文化の物語』（西川賢、今井真士訳、勁草書房、2015年）